# Gouvernement Radom
Het gouvernement Radom (Russisch: Радомская Губерния, Pools: Gubernia radomska) was een gouvernement (goebernija) van Congres-Polen. De hoofdstad was Radom.

## Geschiedenis
Het gouvernement Radom ontstond in 1844 uit de samenvoeging van het gouvernement Sandomierz en het gouvernement Kielce. In 1866 werd het gouvernement Kielce weer van het gouvernement Radom afgesplitst. Het gouvernement Radom werd in 1917 onderdeel van het regentschapskoninkrijk Polen.